# Robert Elsie
Robert Elsie, född den 29 juni 1950 i Vancouver i Kanada, död den 2 oktober 2017 i Bonn i Tyskland, var en kanadensiskfödd tysk expert på de albanska studiernas fält. Han författade över nittio böcker, däribland Albanian Literature: A Short History och A Biographical Dictionary of Albanian History (bägge publicerade av I.B. Tauris och Center for Albanian Studies). Han avled i sviterna av motorneuronsjukdomen och begravdes i byn Thethi i Albanska alperna.

### Fotnoter
1. ↑  Bibliothèque nationale de France, BnF Catalogue général : öppen dataplattform, id-nummer i Frankrikes nationalbiblioteks katalog: 120467239.[källa från Wikidata]
2. ↑  Albanian scholar Robert Elsie dies at age 67, a Canadian-born dedicated to Albanian history and culture (på engelska), läs online, läst: 2 oktober 2017.[källa från Wikidata]
3. ↑  Tjeckiska nationalbibliotekets databas, NKC-ID: jn19990002047, läst: 29 januari 2023.[källa från Wikidata]
4. 1 2  Tjeckiska nationalbibliotekets databas, NKC-ID: jn19990002047, läst: 15 december 2022.[källa från Wikidata]
5. ↑  Tjeckiska nationalbibliotekets databas, NKC-ID: jn19990002047, läst: 23 februari 2023.[källa från Wikidata]